# Múcia (dona de Cras l'orador)
Múcia (en llatí Mucia) va ser una dama romana. Era la filla gran de Quint Muci Escevola (cònsol l'any 95 aC), i de Lèlia, filla de Gai Leli Sapiens.
Es va casar amb Luci Licini Cras l'orador. Tenia fama per la seva qualitat de conversadora excepcional i per la puresa del seu llatí.